# Aglaia Coronio
Aglaia Coronio (de soltera, Ionides; 1834 – 20 de agosto de 1906, en griego: Αγλαΐα Κορωνιού) fue una británica bordadora, encuadernadora, coleccionista de arte y mecenas de las artes. De ascendencia griega, era la hija mayor del empresario, cónsul y coleccionista de arte Alexander Constantine Ionides, quien había emigrado a Londres desde Constantinopla en 1827. Su hermano mayor era Constantine Alexander Ionides (nacido en 1833); y sus hermanos menores eran Luca (nacido en 1837), Alexandro (nacido en 1840) y Chariclea (nacida en 1844). Aglaia se convertiría en una confidente de William Morris y amiga de Dante Gabriel Rossetti. Ella y sus primas Marie Spartali Stillman y Maria Zambaco eran conocidas entre amigos y familiares como "las Tres Gracias", en referencia a las Cárites de la mitología griega (la más joven de las cuales se llama precisamente "Aglaia").

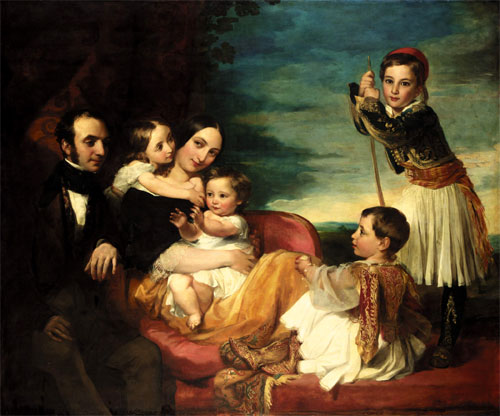
Alexander Constantine Ionides con su esposa e hijos, por George Frederick Watts; 1841 (Watts Gallery). Aglaia es la niña a la izquierda que abraza a su madre.

Contrajo matrimonio con otro acomodado comerciante griego, Theodore John Coronio (1826-1903). Tuvieron una hija, Calliope (1856-1906) y un hijo, John (1857-1910). En su hogar en Holland Park se reunían los prerrafaelitas y ella elaboraba textiles y disfraces que ellos empleaban, apareciendo en pinturas de Burne-Jones.
El 20 de agosto de 1906, el día después del funeral de su hija, Coronio se suicidó apuñalándose pecho y cuello con un par de tijeras.